# 多島海海上國立公園
多島海海上國立公園（：／ Dadohae Haesang Gungnip Gongwon */?）是位於韓國全羅南道新安郡、珍島郡、莞島郡、高興郡、麗水市的海上型國立公園。1981年12月23日指定，是韓國第14座國立公園，總面積達2,321平方公里，是韓國面積最大的國立公園。

## 沿革
- 1981年12月23日：第14號國立公園指定 (建設部告示第478號)。
- 1987年8月5日：多島海海上事務所開所。
- 1990年4月25日：紅島分所開所。
- 1997年4月18日：麗水分所開所。
- 1997年11月7日：高興分所開所。
- 2000年6月30日：多島海海上西部事務所開所。
- 2004年1月30日：黑山島分所開所 (紅島→黑山島)。
- 2006年10月31日：鳥島分所開所。
- 2007年1月15日：巨文島分所開所。
- 2007年1月26日：甫吉分所開所。
- 2007年1月29日：青山分所開所。
- 2007年3月30日：飛禽都草分所開所。

## 關聯區域
- 全羅南道
  - 麗水市
  - 新安郡
  - 高興郡
  - 莞島郡
  - 珍島郡